# گور (فیلم)
گور (انگلیسی: The Grave) فیلمی است که در سال ۱۹۹۶ منتشر شد. از بازیگران آن می‌توان به گابریله انور، جاش چارلز، دونال لوگ، کیث دیوید و جان دیهل اشاره کرد.